# Mistrzostwa Polski Seniorów w Lekkoatletyce 1996
72. Mistrzostwa Polski Seniorów w Lekkoatletyce – zawody sportowe, które rozgrywane były w Pile na stadionie MOSiR w dniach 21–23 czerwca 1996 roku.

## Rezultaty
| NR – rekord Polski \| NL – najlepszy wynik w Polsce w sezonie \| SB – najlepszy wynik w sezonie \| PB – rekord życiowy |

### Mężczyźni
| Konkurencja:                  | 1. miejsce                                                                           | Rezultat | 2. miejsce                                                                            | Rezultat | 3. miejsce                                                                           | Rezultat |
| Bieg na 100 m                 | Ryszard Pilarczyk Olimpia Poznań                                                     | 10,48    | Marek Zalewski Budowlani Szczecin                                                     | 10,63    | Krzysztof Byzdra AZS-AWF Gdańsk                                                      | 10,74    |
| Bieg na 200 m                 | Robert Maćkowiak Śląsk Wrocław                                                       | 20,95w   | Ryszard Pilarczyk Olimpia Poznań                                                      | 21,00w   | Piotr Balcerzak Skra Warszawa                                                        | 21,28w   |
| Bieg na 400 m                 | Piotr Rysiukiewicz Śląsk Wrocław                                                     | 46,28    | Tomasz Czubak Gryf Słupsk                                                             | 46,72    | Tomasz Jędrusik Zawisza Bydgoszcz                                                    | 46,82    |
| Bieg na 800 m                 | Wojciech Kałdowski AZS-AWF Gdańsk                                                    | 1:52,30  | Piotr Piekarski Zawisza Bydgoszcz                                                     | 1:52,34  | Grzegorz Krzosek Radomiak-dami Radom                                                 | 1:52,70  |
| Bieg na 1500 m                | Jakub Fijałkowski Radomiak-dami Radom                                                | 3:50,27  | Jan Sokal AZS-MKS Łodź                                                                | 3:50,59  | Radosław Świć Polonia Białystok                                                      | 3:50,93  |
| Bieg na 5000 m                | Waldemar Glinka AZS-AWF Wrocław                                                      | 14:01,52 | Jacek Kasprzyk Wawel Kraków                                                           | 14:02,33 | Jan Białk Gryf Wejherowo                                                             | 14:08,89 |
| Bieg na 110 m przez płotki    | Krzysztof Mehlich AZS-AWF Katowice                                                   | 13,41w   | Artur Kohutek Zawisza Bydgoszcz                                                       | 13,54w   | Ronald Mehlich AZS-AWF Katowice Tomasz Ścigaczewski MKS Aleksandrów Łódzki           | 13,55w   |
| Bieg na 400 m przez płotki    | Paweł Januszewski Skra Warszawa                                                      | 49,92    | Bartosz Gruman AZS-AWF Wrocław                                                        | 51,42    | Jacek Kalbarczyk Radomiak-dami Radom                                                 | 52,22    |
| Bieg na 3000 m z przeszkodami | Michał Bartoszak Olimpia Poznań                                                      | 8:28,32  | Jan Zakrzewski Oleśniczanka                                                           | 8:30,71  | Adam Dobrzyński Lechia Gdańsk                                                        | 8:31,54  |
| Sztafeta 4 × 100 m            | AZS-AWF Gdańsk Krzysztof Byzdra Dariusz Adamczyk Marcin Morys Adam Hen               | 41,36    | Zawisza Bydgoszcz Paweł Hoppe Michał Michalski Wojciech Szymkowiak Jarosław Godlewski | 41,31    | AZS-AWF Wrocław Krzysztof Sieńko Tomasz Linka Tomasz Gatka Tomasz Kadyło             | 41,69    |
| Sztafeta 4 × 400 m            | Śląsk Wrocław Robert Maćkowiak Piotr Rysiukiewicz Sylwester Węgrzyn Tomasz Drużbicki | 3:10,78  | Skra Warszawa Paweł Jesień Paweł Januszewski Piotr Tymko Artur Gąsiewski              | 3:11,45  | Zawisza Bydgoszcz Piotr Piekarski Jacek Lewandowski Rafał Studziński Tomasz Jędrusik | 3:12,67  |
| Skok wzwyż                    | Artur Partyka ŁKS Łódź                                                               | 2,26     | Jarosław Kotewicz Ziemia Iławska                                                      | 2,23     | Przemysław Radkiewicz Skra Warszawa                                                  | 2,20     |
| Skok o tyczce                 | Adam Kolasa Bałtyk Gdynia                                                            | 5,30     | Krzysztof Kusiak Lechia Gdańsk                                                        | 5,20     | Przemysław Gurin OSiR Gdańsk                                                         | 5,10     |
| Skok w dal                    | Krzysztof Łuczak Piast Głogów                                                        | 8,00     | Rafał Wyrzykowski Vectra Włocławek                                                    | 7,82     | Dariusz Bontruk Orzeł Warszawa                                                       | 7,78     |
| Trójskok                      | Krystian Ciemała AZS-AWF Biała Podlaska                                              | 16,40w   | Paweł Zdrajkowski MKS Aleksandrów Łódzki                                              | 16,21    | Jacek Kazimierowski Zawisza Bydgoszcz                                                | 16,06    |
| Pchnięcie kulą                | Piotr Perżyło Górnik Brzeszcze                                                       | 18,11    | Adam Adamowski Śląsk Wrocław                                                          | 17,42    | Przemysław Zabawski Podlasie Białystok                                               | 17,27    |
| Rzut dyskiem                  | Andrzej Krawczyk WMKS Płońsk                                                         | 56,32    | Dariusz Juzyszyn AZS-AWF Wrocław                                                      | 54,74    | Olgierd Stański AZS-AWF Biała Podlaska                                               | 54,34    |
| Rzut młotem                   | Szymon Ziółkowski AZS Poznań                                                         | 78,16    | Maciej Pałyszko Legia Warszawa                                                        | 70,78    | Mariusz Walczak Orzeł Warszawa                                                       | 67,72    |
| Rzut oszczepem                | Dariusz Trafas Sztorm Kołobrzeg                                                      | 78,06    | Mirosław Witek Gryf Słupsk                                                            | 76,36    | Rajmund Kółko Górnik Polkowice                                                       | 75,96    |

### Kobiety
| Konkurencja:               | 1. miejsce                                                                          | Rezultat | 2. miejsce                                                                         | Rezultat | 3. miejsce                                                                               | Rezultat |
| Bieg na 100 m              | Kinga Leszczyńska Warszawianka                                                      | 11,91    | Dorota Brodowska AZS-AWF Warszawa                                                  | 11,94    | Anna Głowacka UNTS Warszawa                                                              | 11,95    |
| Bieg na 200 m              | Kinga Leszczyńska Warszawianka                                                      | 23,46    | Anna Głowacka UNTS Warszawa                                                        | 24,13    | Katarzyna Zakrzewska Orzeł Warszawa                                                      | 24,32    |
| Bieg na 400 m              | Sylwia Kwilińska AZS-AWF Warszawa                                                   | 53,86    | Katarzyna Zakrzewska Orzeł Warszawa                                                | 53,97    | Izabela Czajko Jagiellonia Białystok                                                     | 54,16    |
| Bieg na 800 m              | Lidia Chojecka WLKS Siedlce                                                         | 2:06,36  | Agnieszka Gołębiowska AZS Lublin                                                   | 2:06,87  | Iwona Stasiak Żeglina Sieradz                                                            | 2:08,64  |
| Bieg na 1500 m             | Małgorzata Rydz Budowlani Częstochowa                                               | 4:17,24  | Anna Jakubczak Skra Warszawa                                                       | 4:18,22  | Renata Sobiesiak Eris Piaseczno                                                          | 4:20,39  |
| Bieg na 5000 m             | Danuta Marczyk LZS Koluszki                                                         | 15:54,24 | Renata Sobiesiak Eris Piaseczno                                                    | 16:01,57 | Lidia Camberg AZS-AWF Katowice                                                           | 16:26,93 |
| Bieg na 100 m przez płotki | Aldona Fogiel AZS-AWF Warszawa                                                      | 13,04    | Aneta Sosnowska Skra Warszawa                                                      | 13,10    | Anna Leszczyńska Warszawianka                                                            | 13,32    |
| Bieg na 400 m przez płotki | Monika Warnicka AZS-AWF Wrocław                                                     | 57,37    | Halina Pilch AZS-AWF Kraków                                                        | 59,56    | Barbara Łazarczyk AZS-AWF Katowice                                                       | 59,96    |
| Sztafeta 4 × 100 m         | AZS-AWF Kraków Hanna Pilch Katarzyna Dobija Janina Warunek Magdalena Haszczyc       | 46,34    | AZS-AWF Katowice Justyna Dybowska Zuzanna Radecka Małgorzata Filo Lidia Tlałka     | 46,71    | Skra Warszawa Aneta Sosnowska Luiza Łańcuchowska Aleksandra Pielużek Bożena Trzcińska    | 47,37    |
| Sztafeta 4 × 400 m         | AZS-AWF Warszawa Beata Kowalska Agata Wołkowycka Wioletta Wojtasik Sylwia Kwilińska | 3:44,35  | AZS-AWF Wrocław Monika Warnicka Agnieszka Kempińska Renata Zomerska Anna Paszyńska | 3:44,54  | AZS-AWF Katowice Barbara Grzywocz Małgorzata Posłuszna Małgorzata Filo Barbara Łazarczyk | 3:45,38  |
| Skok wzwyż                 | Donata Jancewicz SKLA Sopot                                                         | 1,88     | Iwona Kielan RKS Łodź                                                              | 1,81     | Bernadetta Lawrenz AZS-AWF Gdańsk                                                        | 1,81     |
| Skok o tyczce              | Anna Wielgus KL Gdynia                                                              | 3,10     | Anna Skrzyńska SKLA Sopot                                                          | 3,10     | Anna Sobiecka KL Gdynia                                                                  | 2,90     |
| Skok w dal                 | Agata Karczmarek Legia Warszawa                                                     | 6,74     | Joanna Kościelny AKS Chorzów                                                       | 6,32     | Izabela Wojszko AZS-AWF Warszawa                                                         | 6,18     |
| Trójskok                   | Ilona Pazoła Krokus Leszno                                                          | 13,67    | Liliana Zagacka Krokus Leszno                                                      | 13,17w   | Aneta Sadach Start Łodź                                                                  | 13,16    |
| Pchnięcie kulą             | Krystyna Zabawska Podlasie Białystok                                                | 18,09    | Agnieszka Ptaszkiewicz AZS-AWF Biała Podlaska                                      | 15,49    | Renata Tokarz AZS-AWF Kraków                                                             | 14,97    |
| Rzut dyskiem               | Renata Katewicz WLKS Siedlce                                                        | 59,74    | Joanna Wiśniewska Śląsk Wrocław                                                    | 58,56    | Marzena Zbrojewska AZS-AWF Wrocław                                                       | 56,36    |
| Rzut młotem                | Kamila Skolimowska Warszawianka                                                     | 47,66    | Agnieszka Pogroszewska Jantar Ustka                                                | 47,14    | Jolanta Borawska Śląsk Wrocław                                                           | 45,54    |
| Rzut oszczepem             | Ewa Rybak Skra Warszawa                                                             | 59,36    | Genowefa Patla AZS-AWF Warszawa                                                    | 58,44    | Agnieszka Krukowska Warszawianka                                                         | 53,20    |

## Biegi przełajowe
68. mistrzostwa Polski w biegach przełajowych rozegrano 16 marca w Oleśnicy. Kobiety rywalizowały na dystansie 5 km, a mężczyźni na 5 km i na 12 km.

### Mężczyźni
| Konkurencja:            | 1. miejsce                  | Rezultat | 2. miejsce                          | Rezultat | 3. miejsce                         | Rezultat |
| Bieg przełajowy (5 km)  | Jan Zakrzewski Oleśniczanka | 16:55    | Rafał Wójcik STS Skarżysko-Kamienna | 16:55    | Jacek Kasprzyk Wawel Kraków        | 17:01    |
| Bieg przełajowy (12 km) | Piotr Gładki Lechia Gdańsk  | 43:07    | Krzysztof Bałdyga Oleśniczanka      | 43:14    | Artur Osman STS Skarżysko-Kamienna | 43:18    |

### Kobiety
| Konkurencja:           | 1. miejsce                         | Rezultat | 2. miejsce                 | Rezultat | 3. miejsce                | Rezultat |
| Bieg przełajowy (5 km) | Izabela Zatorska Krośnianka Krosno | 19:36    | Wioletta Kryza AZS Olsztyn | 19:44    | Dorota Gruca Agros Zamość | 19:56    |

## Maraton
Maratończycy (mężczyźni i kobiety) rywalizowali 28 kwietnia we Wrocławiu.

### Mężczyźni
| Konkurencja: | 1. miejsce                   | Rezultat | 2. miejsce                           | Rezultat | 3. miejsce                        | Rezultat |
| Maraton      | Mirosław Plawgo Oleśniczanka | 2:13:52  | Wiesław Pałczyński Zawisza Bydgoszcz | 2:14:05  | Wiesław Perszke Zawisza Bydgoszcz | 2:16:32  |

### Kobiety
| Konkurencja: | 1. miejsce              | Rezultat | 2. miejsce                          | Rezultat | 3. miejsce              | Rezultat |
| Maraton      | Joanna Gront Tęcza Łódź | 2:46:32  | Ewa Olas-Marquette Polonia Warszawa | 2:48:24  | Anna Kszak Wawel Kraków | 2:49:20  |

## Bieg na 10 000 m
Mistrzostwa Polski w biegu na 10 000 metrów kobiet i mężczyzn zostały rozegrane 1 czerwca w Białymstoku.

### Mężczyźni
| Konkurencja:     | 1. miejsce                      | Rezultat | 2. miejsce               | Rezultat | 3. miejsce                     | Rezultat |
| Bieg na 10 000 m | Waldemar Glinka AZS-AWF Wrocław | 28:53,88 | Jan Białk Gryf Wejherowo | 28:54,68 | Leszek Bebło Stal Stalowa Wola | 28:58,98 |

### Kobiety
| Konkurencja:     | 1. miejsce                | Rezultat | 2. miejsce                  | Rezultat | 3. miejsce                  | Rezultat |
| Bieg na 10 000 m | Dorota Gruca Agros Zamość | 33:25,28 | Aniela Nikiel Piast Cieszyn | 33:25,41 | Danuta Marczyk LZS Koluszki | 33:32,83 |

## Chód na 20 km mężczyzn i na 10 km kobiet
Mistrzostwa w chodzie na 20 kilometrów mężczyzn i na chodzie na 10 kilometrów kobiet odbyły się 15 czerwca w Gdyni.

### Mężczyźni
| Konkurencja:  | 1. miejsce                       | Rezultat | 2. miejsce                | Rezultat | 3. miejsce                     | Rezultat |
| Chód na 20 km | Robert Korzeniowski Wawel Kraków | 1:20:51  | Jan Holender Flota Gdańsk | 1:24:54  | Stanisław Stosik Lechia Gdańsk | 1:26:34  |

### Kobiety
| Konkurencja:  | 1. miejsce                     | Rezultat | 2. miejsce                    | Rezultat | 3. miejsce                      | Rezultat |
| Chód na 10 km | Katarzyna Radtke Lechia Gdańsk | 44:39    | Marta Żukowska AZS-AWF Gdańsk | 45:02    | Bożena Górecka AZS-AWF Katowice | 47:45    |

## Wieloboje
Mistrzostwa w dziesięcioboju mężczyzn i siedmioboju kobiet zostały rozegrane 17 i 18 sierpnia w Kielcach.

### Mężczyźni
| Konkurencja:  | 1. miejsce                      | Rezultat  | 2. miejsce                    | Rezultat  | 3. miejsce                    | Rezultat  |
| Dziesięciobój | Maciej Chmara Zawisza Bydgoszcz | 7548 pkt. | Michał Krukowski Warszawianka | 7332 pkt. | Michał Modelski Lechia Gdańsk | 7016 pkt. |

### Kobiety
| Konkurencja: | 1. miejsce                         | Rezultat  | 2. miejsce                 | Rezultat  | 3. miejsce                    | Rezultat  |
| Siedmiobój   | Urszula Włodarczyk AZS-AWF Wrocław | 6132 pkt. | Maria Nowak AZS-AWF Gdańsk | 5941 pkt. | Elżbieta Rączka UNTS Warszawa | 5741 pkt. |

## Chód na 5000 m kobiet
Mistrzostwa w chodzie na 5000 metrów kobiet (na bieżni) kobiet rozegrano 14 września w Warszawie.
| Konkurencja:   | 1. miejsce                      | Rezultat | 2. miejsce                    | Rezultat | 3. miejsce                  | Rezultat |
| Chód na 5000 m | Bożena Górecka AZS-AWF Katowice | 23:03,53 | Marta Żukowska AZS-AWF Gdańsk | 24:00,01 | Monika Bańka AZS-AWF Kraków | 24:04,77 |

## Półmaraton
Mistrzostwa Polski w półmaratonie rozegrano 31 sierpnia w Brzeszczach.

### Mężczyźni
| Konkurencja: | 1. miejsce               | Rezultat | 2. miejsce                   | Rezultat | 3. miejsce               | Rezultat |
| Półmaraton   | Jan Białk Gryf Wejherowo | 1:02:57  | Mirosław Plawgo Oleśniczanka | 1:03:55  | Artur Osman Oleśniczanka | 1:04:22  |

### Kobiety
| Konkurencja: | 1. miejsce                | Rezultat | 2. miejsce                  | Rezultat | 3. miejsce                      | Rezultat |
| Półmaraton   | Dorota Gruca Agros Zamość | 1:12:58  | Danuta Marczyk LZS Koluszki | 1:13:06  | Renata Sobiesiak Eris Piaseczno | 1:13:32  |

## Chód na 50 km mężczyzn
Zawody mistrzowskie w chodzie na 50 kilometrów mężczyzn rozegrano 21 września w Zamościu.
| Konkurencja:  | 1. miejsce                     | Rezultat | 2. miejsce                | Rezultat | 3. miejsce                     | Rezultat |
| Chód na 50 km | Tomasz Lipiec Polonia Warszawa | 3:49:30  | Jacek Müller Flota Gdynia | 3:53:26  | Stanisław Stosik Lechia Gdańsk | 3:54:38  |

## Bieg na 100 km mężczyzn
Mistrzostwa w biegu na 100 kilometrów mężczyzn zostały rozegrane 12 października w Kaliszu.
| Konkurencja:   | 1. miejsce                 | Rezultat | 2. miejsce                  | Rezultat | 3. miejsce                        | Rezultat |
| Bieg na 100 km | Maciej Cieplak TKKF Rybnik | 6:52:30  | Ryszard Płochocki TS Kalisz | 6:58:51  | Piotr Uciechowski LZS Tarcholanka | 7:04:17  |